# Patrik Åman
Patrik Åman, född Jansson den 18 juli 1983 i Uppsala, är en före detta svensk innebandymålvakt.
Åman spelade mellan åren 2008 och 2016 i AIK Innebandy och han spelade även i landslaget. Han gifte sig sommaren 2012 med Ida Åman och bytte då efternamn till Åman. Patrik Åman tog VM-guld 2012 och 2014. Han arbetar nu som sportjournalist.[källa behövs]